# Champions Trophy 1983
Il Champions Trophy 1983-1984 è stata la 5ª edizione del torneo europeo di pallamano riservato alle squadre vincitrici, l'anno precedente, le coppe europee.

Esso è stato organizzato dall'International Handball Federation, la federazione internazionale di pallamano.

Il torneo è stato vinto dalla compagine tedesca del VfL Gummersbach per la 2ª volta nella sua storia.

## Squadre qualificate
- Campione d'Europa in carica:  VfL Gummersbach
- Detentore della Coppa delle Coppe:  SKA Minsk

## Finale
| Campioni d'Europa | Detentore Coppa delle Coppe | Risultato |
| ----------------- | --------------------------- | --------- |
| VfL Gummersbach   | SKA Minsk                   | Dortmund  |
| VfL Gummersbach   | SKA Minsk                   | 17 - 16   |

## Campioni
| Vincitore del Champions trophy 1983-1984 |
| ---------------------------------------- |
| VfL Gummersbach 2º titolo                |